# États fédérés de Micronésie aux Jeux olympiques d'été de 2012
Les États fédérés de Micronésie participent du 27 juillet au 12 août 2012 aux Jeux olympiques d'été de 2012 à Londres. Il s'agit de leur quatrième participation consécutive aux Jeux olympiques d'été. Comme pour les éditions précédentes, la délégation est composée d'un homme et d'une femme en athlétisme, d'un homme et d'une femme en natation, d'un homme en haltérophilie. Un sixième athlète, un de plus par rapport aux Jeux de 2000, 2004 et 2008, est inscrit dans la compétition masculine de lutte gréco-romaine. Aucun des athlètes concourant en athlétisme, en natation ou en lutte gréco-romaine n'a passé le stade des séries. L'haltérophile micronésien s'est classé dixième de son épreuve. La délégation n'a donc pas remporté de médaille lors des Jeux olympiques d'été.

## Composition de la délégation
Les athlètes sont Mihter Wendolin et John Howard en athlétisme, Manuel Minginfel en haltérophilie, Keitani Graham en lutte greco-romaine, Debra Daniel et Kerson Hadley en natation. Le comité national olympique des États fédérés de Micronésie a reçu 28 000 dollars du Fond scolaire du Comité international olympique pour entraîner et qualifier trois de ses athlètes pour les Jeux, Manuel Minginfel, Debra Daniel et Keitani Graham,.
Quatre de ces athlètes ont déjà participé à des Jeux olympiques : Manuel Minginfel, porte-drapeau comme lors des trois précédentes éditions, John Howard aux Jeux d'été de 2004, Debra Daniel et Kerson Hadley aux Jeux d'été de 2008.
Les athlètes sont accompagnés de six entraîneurs, Ron Etshceit, Sweeter Daniel, Rendy Germinaro, George Steven, Lestly Ashby and Larry Uwelar, du chef de mission Ted Rutun, du docteur Felix Yomai, de l'attaché de presse Marcellus Akapito, du président du Comité national olympique des États fédérés de Micronésie Berney Martin et du secrétaire général de cette institution Jim Tobin.

## Cérémonie de clôture
La ponhpéienne Debra Daniel est désignée comme porte-drapeau pour la cérémonie de clôture.

## Athlétisme

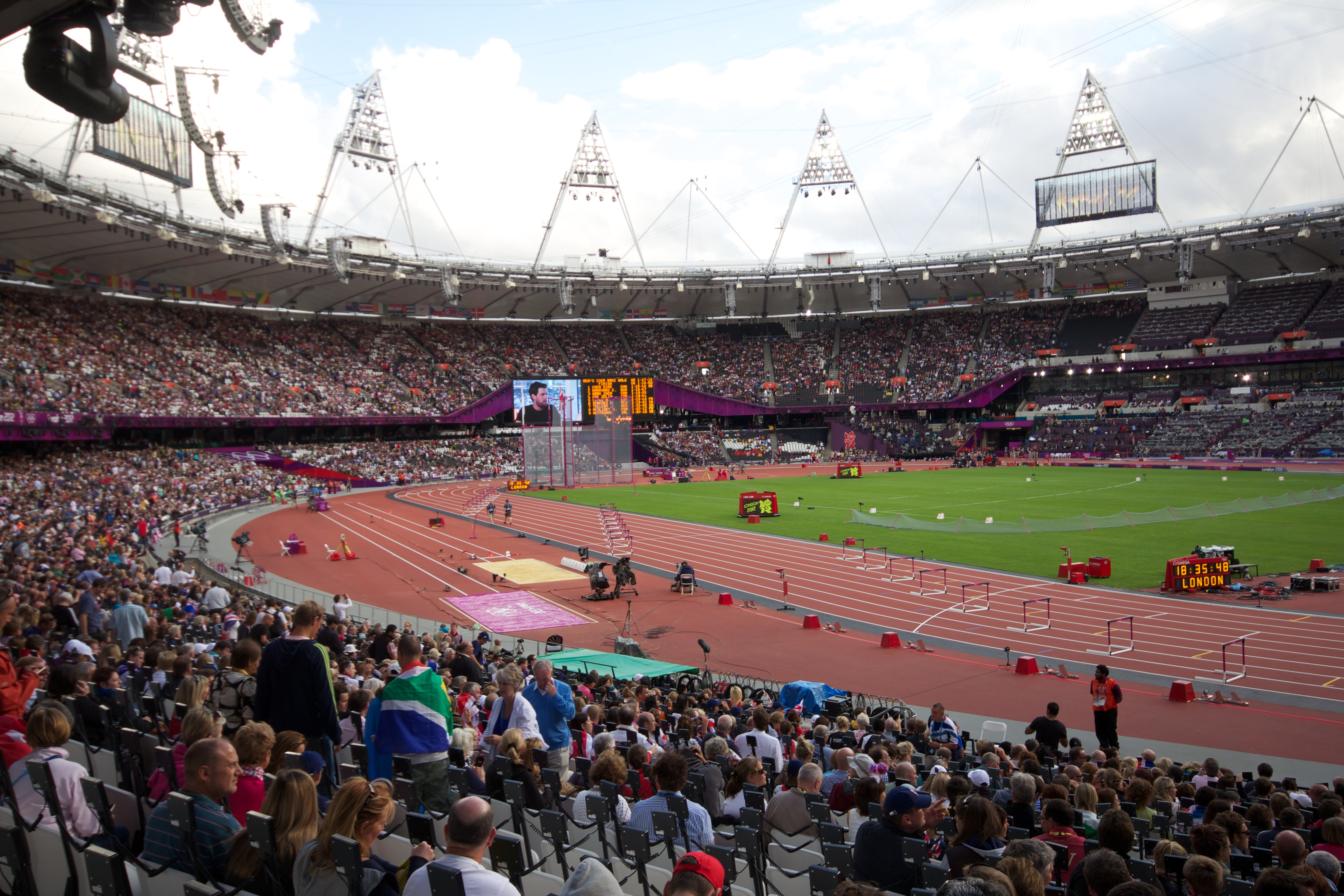
Le Stade olympique de Londres où Howard et Wendolin ont concouru.

Mihter Wendolin et John Howard représentent la Micronésie en athlétisme. Wendolin concourt dans l'épreuve du 100 m féminin et Howard dans l'épreuve du 100 m masculin.

### Résultat
Mihter Wendolin court le 3 août dans la quatrième série du tour préliminaire du 100 m contre huit autres athlètes. Elle achève sa course en 13 s 67 et termine à la 8e place devant l'afghane Tahmina Kohistani (14 s 42) et derrière la vanuataise Janice Alatoa (13 s 60). La série est gagnée par la papouasienne Toea Wisil en 11 s 60. La place et le temps de la sprinteuse micronésienne ne lui permettent pas de se qualifier pour le tour suivant. Elle se classe au 76e rang sur 79 participantes. La médaille d'or est remportée par la jamaïcaine Shelly-Ann Fraser-Pryce en 10 s 75.
John Howard court le 4 août dans la troisième série du tour préliminaire du 100 m contre six autres athlètes. Il achève sa course en 11 s 05 et termine à la 5e place devant le salomonien Chris Meke Walasi (11 s 42) et derrière l'insulaire des îles Vierges britanniques J'maal Alexander (10 s 92). La série est gagnée par le centrafricain Béranger Bosse en 10 s 55. La place et le temps du sprinter micronésien ne lui permettent pas de se qualifier pour le tour suivant. Il se classe au 62e rang sur 74 participants. La médaille d'or est remportée par le jamaïcain Usain Bolt en 9 s 63.
| Athlète         | Épreuve | Séries   | Séries | Quarts de finale | Quarts de finale | Demi-finales  | Demi-finales  | Finale        | Finale        |
| Athlète         | Épreuve | Résultat | Rang   | Résultat         | Rang             | Résultat      | Rang          | Résultat      | Rang          |
| --------------- | ------- | -------- | ------ | ---------------- | ---------------- | ------------- | ------------- | ------------- | ------------- |
| Mihter Wendolin | 100 m   | 13 s 67  | 8      | Pas qualifiée    | Pas qualifiée    | Pas qualifiée | Pas qualifiée | Pas qualifiée | Pas qualifiée |
| John Howard     | 100 m   | 11 s 05  | 5      | Pas qualifié     | Pas qualifié     | Pas qualifié  | Pas qualifié  | Pas qualifié  | Pas qualifié  |

## Haltérophilie
Manuel Minginfel est le seul haltérophile des Jeux olympiques d'été de 2008 à concourir sous la bannière de la Micronésie. Il s'est qualifié grâce à ses performances. Il est inscrit dans la compétition masculine dans la catégorie des moins de 62 kg.

### Présentation de l'athlète
Né aux îles Yap le 28 septembre 1978, Manuel Minginfel représente la Micronésie en haltérophilie où il concourt dans la catégorie masculine des moins de 62 kg. Cette édition de 2012 constitue sa quatrième participation aux Jeux olympiques d'été, lors des éditions de 2000 où il n'a pu terminer la compétition, 2004 et de 2008 où il se classe respectivement 10e et 11e,.

### Résultat
Manuel Minginfel concourt le 30 juillet dans la catégorie des moins de 62 kg. Lors de l'épreuve de l'arraché, il soulève successivement 122 kg à son premier essai, 127 kg au deuxième mais il échoue à 130 kg au troisième et dernier essai. À l'épaulé-jeté, il lui faut trois essais pour soulever 158 kg. Quatorze des quinze athlètes ont achevé la compétition. Il se classe 10e, devant le salvadorien Julio César Salamanca (260 kg) et derrière l’égyptien Ahmed Saad (292 kg). En comparaison, le médaillé d'or nord-coréen Kim Un-Guk a soulevé un total combiné de 327 kg.

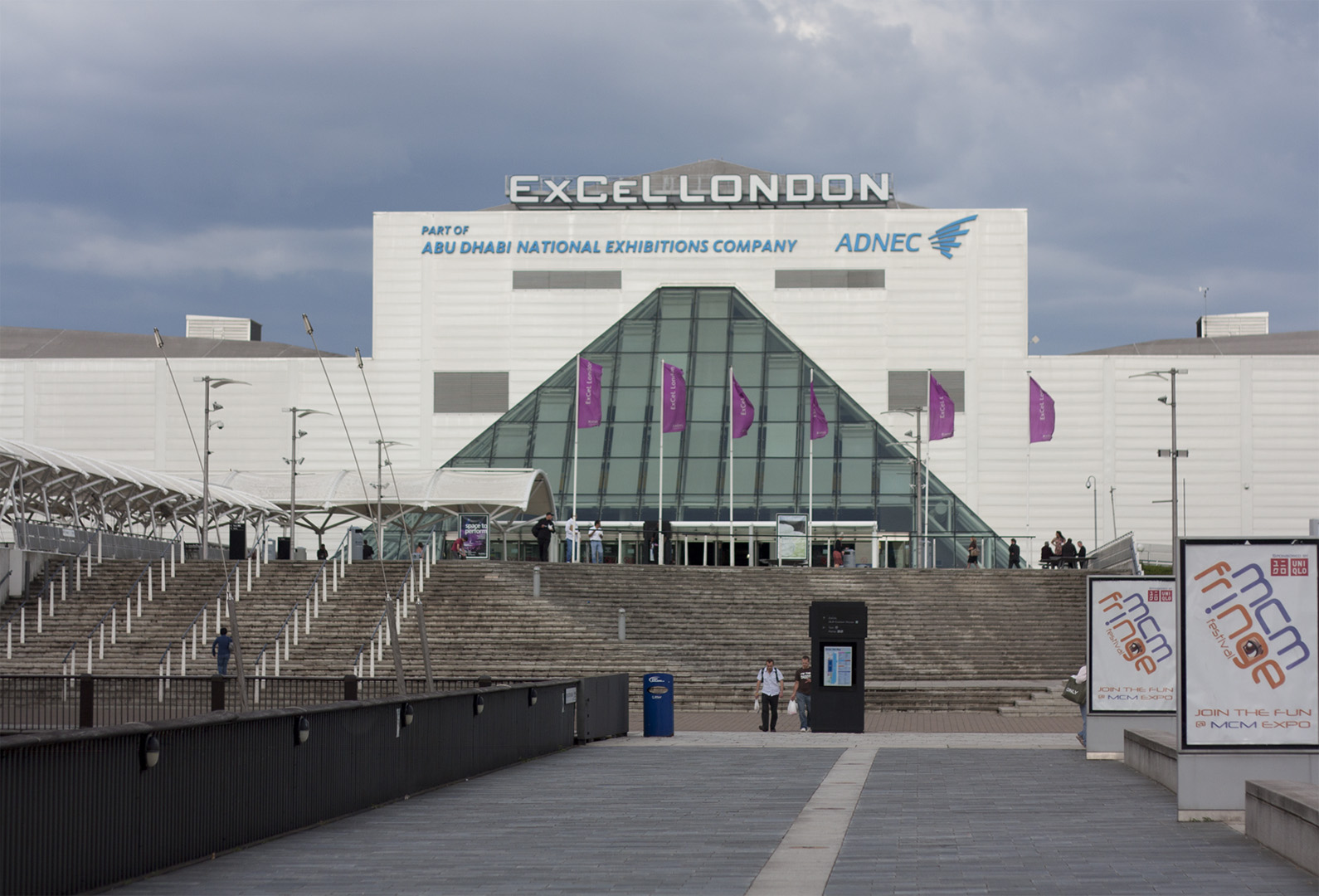
Le centre de congrès ExCeL London où Minginfel et Graham ont concouru.

| Athlète          | Compétition | Arraché  | Arraché | Épaulé-jeté | Épaulé-jeté | Total  | Rang |
| Athlète          | Compétition | Résultat | Rang    | Résultat    | Rang        | Total  | Rang |
| ---------------- | ----------- | -------- | ------- | ----------- | ----------- | ------ | ---- |
| Manuel Minginfel | -62 kg      | 127 kg   | 11      | 158 kg      | 10          | 285 kg | 10   |

## Lutte

### Présentation de l'athlète
Keitani Graham est un sportif multi-médaillé dans les compétitions du Pacifique en athlétisme, en lutte libre et en lutte gréco-romaine... Il est très impliqué dans le développement de l'éducation et du sport à destination des jeunes de son pays auprès desquels il est un exemple à suivre,. Il meurt peu après les Jeux le 7 décembre 2012 à l'âge de 32 ans d'une crise cardiaque dans l'état de Chuuk dans les États fédérés de Micronésie. Sa mort est annoncée par son cousin le gouverneur de l'état de Chuuk Johnson Elimo,. Une fondation mémorielle Keitani Graham est créée au début de l'année 2013 pour poursuivre son œuvre auprès des jeunes. Trois timbres commémoratifs sont édités par les postes micronésiennes en 2014.

### Résultat
Keitani Graham entre en compétition le 6 août 2012 dans la catégorie des moins de 84 kg. Il combat contre l'américain Charles Betts au premier tour. Il perd son combat aux points en deux manches 6 à 0 et 1 à 0 et ne peut donc participer au tour suivant. Il est classé 20e et dernier de la compétition.
| PO | Décision aux points – le perdant n'a pas réussi à inscrire des points de technique |
| PP | Décision aux points – le perdant a réussi à inscrire des points de technique       |
| VT | Victoire par tombé                                                                 |

| Athlète        | Compétition | Qualification       | Premier tour        | Quarts de finale    | Demi-finales        | Repêchage 1         | Repêchage 2         | Final               | Final        |
| Athlète        | Compétition | Adversaire Résultat | Adversaire Résultat | Adversaire Résultat | Adversaire Résultat | Adversaire Résultat | Adversaire Résultat | Adversaire Résultat | Rang         |
| -------------- | ----------- | ------------------- | ------------------- | ------------------- | ------------------- | ------------------- | ------------------- | ------------------- | ------------ |
| Keitani Graham | -84 kg      | Betts Perd 0–7 PO   | Pas qualifié        | Pas qualifié        | Pas qualifié        | Pas qualifié        | Pas qualifié        | Pas qualifié        | Pas qualifié |

## Natation

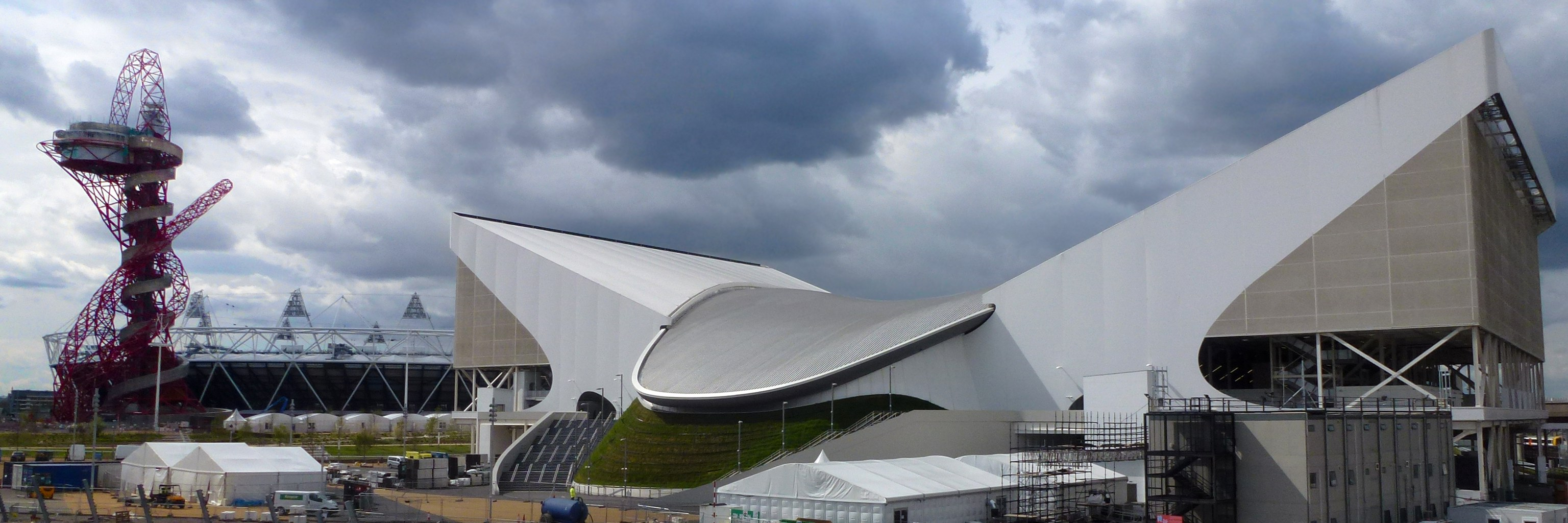
Le centre Aquatics Centre où Hadley et Daniel ont concouru.

### Présentation des athlètes
Debra Daniel, née le 4 mars 1991 sur l'île de Pohnpei, et Kerson Hadley, né le 22 mai 1989 également sur l'île de Pohnpei participent pour la seconde fois à des Jeux olympiques d'été après ceux de 2008.
Debra Daniel commence à nager très jeune et fait ses débuts en compétition à l'âge de 14 ans. Elle s'entraîne pendant plusieurs années dans une rivière à une heure de sa maison, deux fois par semaine, sous la direction de sa mère Sweeter Daniel. Elle participe à six reprises aux championnats du monde en grand bassin ou en petit bassin sans jamais dépasser le stade des séries. Aux Jeux de la Micronésie de 2006, elle gagne une médaille d'argent sur le 200 m papillon et termine 3e avec les relais du 4 x 100 m nage libre, du 4 x 200 m nage libre et du 4 x 100 m 4 nages. Elle termine 4e du 200 m papillon aux Jeux du Pacifique Sud de 2007 et accède à quatre autres finales. Aux Jeux Olympiques d'été de 2008, elle se classe à la 76e place du 50 m nage libre avec un temps de 30 s 61. Debra Daniel est la meilleure nageuse de la région de Micronésie aux Jeux de la Micronésie de l'été 2010 où elle s'adjuge sept médailles d'or (5 000 m eau libre, 800 m nage libre, 200 m dos, 100 m nage libre, 100 m papillon, 100 m dos, 200 m quatre nages) et six médailles d'argent (200 m nage libre, 400 m nage libre, 50 m papillon, 50 m brasse, 50 m nage libre, 50 m dos). Elle remporte grâce à ces performances une bourse du Fonds d'entraînement du Comité international olympique pour se préparer aux Jeux de 2012. Debra Daniel bénéficie la même année d'une bourse de la Fondation Océanie pour deux ans d'études (2011-2013) à l'Iowa Central Community College dans l'Iowa aux États-Unis où existe un programme de natation,. Elle y suit des études pour devenir infirmière et réalise quelques belles performances sportives tout en améliorant ses temps,,. Elle reçoit une mention Honorable pour ses résultats sur le 200 m dos, le 200 m et le 400 m quatre nages. À la fin de l'année 2012, elle est présente dans le top 10 des athlètes de l'institution depuis ses origines dans dix disciplines et première avec les relais du 4 x 100 m nage libre, du 4 x 50 m quatre nages et du 4 x 100 m quatre nages. Elle ne participe pas aux Jeux du Pacifique de 2011 qui se déroulent fin août - début septembre. Jeff Olsen, entraîneur de Debra Daniel à l'Iowa Central Community College assure que la jeune femme est prête à vivre l'expérience extraordinaire de Jeux olympiques et à représenter son pays avec fierté. La préparation de la nageuse a été handicapée par des douleurs au dos qui l'ont conduite à concourir sur le 50 m nage libre au lieu de la distance supérieure initialement prévue.
Kerson Hadley a participé aux Jeux du Pacifique d'août 2011.
Avant les Jeux, Debra Daniel et Kerson Hadley partent s'entraîner à Guam sous la supervision de leur entraîneur Sweeter Daniel, la piscine de l'État de Pohnpei n'étant pas opérationnelle.

### Résultat
Debra Daniel concourt le 3 août au 50 m nage libre féminin. Elle termine la distance en 30 s 32 et se classe 1re dans sa série qui comprend 8 athlètes. Elle termine devant la burkinabée Angelika Ouedraogo (32 s 19). Aucune des participantes à cette série n'est qualifiée pour le tour suivant. Debra Daniel prend la 56e place de cette compétition qui a compté 73 participantes. La finale est gagnée par la néerlandaise Ranomi Kromowidjojo avec un temps de 24 s 05. L'entraîneur de Debra Daniel à l'Iowa Central Community College confie être surpris par la manière dont Debra Daniel a su jaillir de l'eau malgré ses douleurs au dos et le fait qu'elle n'est pas une sprinteuse par nature. Il sait que ces Jeux sont une expérience formidable pour la nageuse et qu'elle adoptera tout au long de sa vie le titre d'« Olympienne » avec l'honneur qu'il mérite.
Kerson Hadley prend part à l'épreuve du 50 m nage libre le 2 août. Avec un temps de 24 s 82, il établit un nouveau record des États fédérés de Micronésie[réf. nécessaire] et termine 1er sur les 8 participants de sa série, devant le burkinabé Adama Ouédraogo (25 s 26). Aucun des participants à cette série ne parvient à se qualifier pour le tour suivant. Hadley termine au 40e rang de cette compétition qui a compté 58 participants. Le français Florent Manaudou remporte la médaille d'or lors de la finale en nageant en 21 s 34.
| Athlète       | Compétition     | Séries  | Séries | Demi-finales  | Demi-finales  | Finale        | Finale        |
| Athlète       | Compétition     | Temps   | Rang   | Temps         | Rang          | Temps         | Rang          |
| ------------- | --------------- | ------- | ------ | ------------- | ------------- | ------------- | ------------- |
| Debra Daniel  | 50 m nage libre | 30 s 32 | 56     | Pas qualifiée | Pas qualifiée | Pas qualifiée | Pas qualifiée |
| Kerson Hadley | 50 m nage libre | 24 s 82 | 40     | Pas qualifié  | Pas qualifié  | Pas qualifié  | Pas qualifié  |

## Aspects extra-sportifs
Le chef de mission Theodore Rutun a confié à la Pacific Islands News Association (PINA) que la délégation micronésienne a l'intention de faire plusieurs visites mais que l'une des premières a été celle d'une bonne brasserie, car tous aiment la bière mais il ne s'en produit pas dans les États fédérés de Micronésie. Ils prévoient également d'aller dans un restaurant pour un fish and chips. Theodore Rutun a ajouté en riant que la visite de la ville de Londres s'est faite sans tous les membres de l'équipe, car plusieurs d'entre eux ont passé la nuit dans les brasseries et ne sont rentrés au village olympique qu'au matin du jour prévu.

### Livre
- (en) Kurt Barnes, Sports legends of Micronesia, 1966-2012, Saipan, NMI Humanities Council, 2013, 208 p. (ISBN 978-0-615-76843-4)

1. ↑  Barnes 2013, p. 100.

### Sites internet
- (en) « www.sports-reference.com », Sports Reference (consulté le 22 juin 2016).

1. ↑  (en) « Women's 100 metres Preliminary Round » (consulté le 7 juillet 2016).
2. ↑  (en) « Women's 100 metres » (consulté le 7 juillet 2016).
3. ↑  (en) « Women's 100 metres Final » (consulté le 7 juillet 2016).
4. ↑  (en) « Men's 100 metres Preliminary Round » (consulté le 7 juillet 2016).
5. ↑  (en) « Men's 100 metres » (consulté le 7 juillet 2016).
6. ↑  (en) « Men's 100 metres Final » (consulté le 7 juillet 2016).
7. ↑  (en) « Manuel Minginfel », sur sports-reference.com, Sports Reference (consulté le 27 juillet 2016).
8. ↑  (en) « Weightlifting at the 2012 London Summer Games: Men's Featherweight », sur sports-reference.com, Sports Reference (consulté le 27 juillet 2016).
9. ↑  (en) « Women's 50 metres Freestyle Round One » (consulté le 9 juillet 2016).
10. ↑  (en) « Women's 50 metres Freestyle » (consulté le 9 juillet 2016).
11. ↑  (en) « Women's 50 metres Freestyle Final » (consulté le 9 juillet 2016).
12. ↑  (en) « Men's 50 metres Freestyle » (consulté le 9 juillet 2016).
13. ↑  (en) « Men's 50 metres Freestyle Final » (consulté le 9 juillet 2016).

- Autres sources

1. ↑  Liste des athlètes micronésiens et résultats
2. ↑  (en) « FSM National Olympic Committee », fsmgov.org (consulté le 21 mars 2015).
3. 1 2  (en) « Team FSM to compete in London 2012 Olympic Games », fsmgov.org (consulté le 27 janvier 2016).
4. ↑  (en) « Flag Bearer », sports-reference.com (consulté le 21 mars 2015).
5. ↑  (en) « ondon 2012 Closing Ceremony - Flag Bearers », sur olympic.org, Comité international olympique (consulté le 13 mars 2016).
6. ↑  (en) « Résultats des - 56 kg », Sports-reference.com (consulté le 16 mars 2015).
7. ↑  « Manuel minginfel », sur sports-reference.com (consulté le 9 juillet 2016).
8. 1 2  (en) Dave Reardon, « Keitani Graham, Olympic wrestler and hero to Micronesians, dies », sur staradvertiser.com, Staradvertiser.com, 7 décembre 2012 (consulté le 9 juillet 2016).
9. 1 2  (en) Michael O'Neill, « Micronesian Olympian Keitani Graham found dead at 32 », sur sportsnewsireland.com, Sports News Ireland, 10 décembre 2012 (consulté le 9 juillet 2016).
10. ↑  (en) « Keitani Graham Memorial Foundation », sur ship-hoops.org, Ship-hoops (consulté le 9 juillet 2016).
11. ↑  (en) Elder et Sister Crisp, « Seminary End-of-Year, Tarmy goes back to MGM mission & Keitani Graham Commemorative Stamps », sur micronesiamissionadventures.blogspot.fr, Elder et Sister Crisp, 29 mai 2014 (consulté le 9 juillet 2016).
12. ↑  (en) London 2012 : Official results book, Wrestling, 5-12 august, Londres, London Organising Committee of the Olympic Games and Paralympic Games Limited, 2012, 116 p. (lire en ligne), p. 25.
13. ↑  Le tombé est un mouvement visant à maintenir les épaules de l'adversaire contre le tapis. Cette action arrête le match et donne la victoire.
14. ↑  (en) Michelle Malone, « River Training for FSM's only swimmer », sur foxsportspulse.com, www.foxsportspulse.com, 28 août 2007 (consulté le 29 février 2016).
15. ↑  (en) « Daniel, Debra », sur swimrankings.net, FINA (consulté le 13 mars 2016).
16. 1 2  (en) « 2006 Micro games, Wednesday Finals », sur sportingpulse.com, Comité d'Organisation des Jeux de la Micronésie de 2006 (consulté le 25 février 2016).
17. ↑  (en) « 2006 Micro games, Monday Finals », sur sportingpulse.com, Comité d'Organisation des Jeux de la Micronésie de 2006 (consulté le 25 février 2016).
18. ↑  (en) « 2006 Micro games, Saturday Finals », sur sportingpulse.com, Comité d'Organisation des Jeux de la Micronésie de 2006 (consulté le 25 février 2016).
19. ↑  (en) « Women 200 m butterfly Final results », sur foxsportspulse.com, Comité d'organisation des Jeux du Pacifique de 2007 (consulté le 29 février 2016).
20. ↑  (en) « XXIX Olympic Games, Long Course (50m) », sur swimrankings.net, Comité international olympique (consulté le 29 février 2016).
21. 1 2  « Debra Daniel takes 7 Gold & 6 Silver at 7th Micronesia Games », sur foxsportspulse.com, Comité national olympique des États fédérés de Micronésie (consulté le 28 février 2016).
22. ↑  (en) « Oceania foundation », sur sportingpulse.com, Comités nationaux olympiques d'Océanie (consulté le 28 février 2016).
23. ↑  (en) « FSM », Oceanie updates, no 3,‎ mai 2013 (lire en ligne).
24. 1 2 3  (en) « Triton swimmers Daniel, Meauri compete in Olympic Games », sur ictritons.com, Iowa Central Community College.
25. ↑  (en) « Debra Daniel », sur collegeswimming.com, CollegeSwimming.com (consulté le 12 mars 2016).
26. ↑  (en) « Triton swimmers topple three more school records », sur ictritons.com, Iowa central community college (consulté le 12 mars 2016).
27. ↑  (en) « Simpson Vs. Iowa Central CC - 12/7/2012 », sur simpsonathletics.com, Simpson College (consulté le 12 mars 2016).
28. ↑  (en) « Program History », sur ictritons.com, Iowa Central Community College (consulté le 28 février 2016).
29. ↑  (en) « Iowa Central Swimming Women’s Top 10 Performers », sur ictritons.com, Iowa Central Community College (consulté le 28 février 2016).
30. ↑  « 14es Jeux du Pacifique - DUMBEA », sur sportingpulse.com, Fédération française de natation (consulté le 28 février 2016).
31. ↑  (en) « Trio of Triton Swimmers Selected to Compete in London », sur ictritons.com, Iowa Central Community College (consulté le 28 février 2016).
32. ↑  (en) « Pacific Games NC2011 - Swimming, Men's Events Results, Monday 29th august 2011 », sur foxsportspulse.com, Comité d'organisation des Jeux du Pacifique de 2011 (consulté le 28 juillet 2016).
33. ↑  (en) Lawrie Cox, « MICRONESIA », Oceania Updates, vol. 1, no 1,‎ 2012, p. 4 (lire en ligne [PDF], consulté le 21 décembre 2024).
34. ↑  (en) Matai Akauola, « Brewery visit highlight for Team FSM », sur foxsportspulse.com, Pacific Islands News Association, 9 août 2012 (consulté le 13 mars 2016).